# Podstyczna

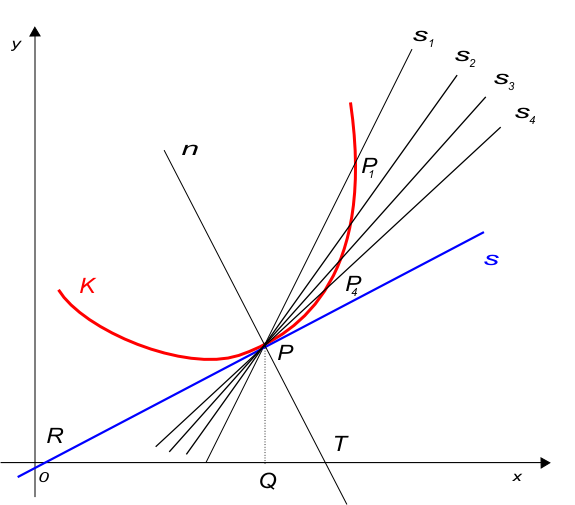
RQ – podstyczna krzywej

Podstyczna krzywej K w punkcie P to odcinek pomiędzy punktem Q będącym rzutem punktu P na oś x a punktem R będącym punktem przecięcia stycznej do krzywej K w punkcie P z osią x.
Jeśli krzywa K opisana jest równaniem {\displaystyle y=f(x)} to długość podstycznej wyraża się wzorem:
{\displaystyle |RQ|=\left|{\frac {y_{0}}{f'(x_{0})}}\right|,}
gdzie:
- {\displaystyle x_{0},y_{0}} współrzędne punktu P,
- {\displaystyle f'(x_{0})} – pochodna funkcji f w punkcie P.